# Motorcross der Naties 2004
De 58e Motorcross der Naties werd gereden op 3 oktober 2004 in het Nederlandse Lierop.
Van de meer dan dertig deelnemende landen mochten de twintig besten uit de kwalificaties deelnemen aan de finale. Elke ploeg bestond uit drie rijders: één in de MX1-klasse, één in de MX2-klasse, en één in de "Open" klasse, dus met vrije keuze van de motor. De wedstrijd bestond uit drie reeksen waarin telkens twee rijders per land uitkwamen: resp. MX1 en MX2, MX2 en Open, en MX1 en Open. De puntenstand per land was de som van de vijf beste plaatsen die de rijders in de reeksen behaalden; het slechtste resultaat werd geschrapt.
- Voor België bestond de ploeg uit Stefan Everts (MX1), Steve Ramon (MX2) en Kevin Strijbos (Open).
- Voor Nederland bestond de ploeg uit Marc de Reuver (MX1), Erik Eggens (MX2) en Bas Verhoeven (Open).

## Uitslag Training

### Vrije Training MX1
| Pos | Nr | Piloot                  | Land                | Constructeur | Rondetijd | Verschil  |
| --- | -- | ----------------------- | ------------------- | ------------ | --------- | --------- |
| 1   | 58 | Marc de Reuver          | Nederland           | KTM          | 1:57.599  |           |
| 2   | 31 | Gareth Swanepoel        | Zuid-Afrika         | KTM          | 1:59.988  | +0:02.389 |
| 3   | 22 | Tanel Leok              | Estland             | Suzuki       | 2:00.021  | +0:02.422 |
| 4   | 10 | Joshua Coppins          | Nieuw-Zeeland       | Honda        | 2:00.119  | +0:02.520 |
| 5   | 7  | Jussi-Pekka Vehviläinen | Finland             | Honda        | 2:00.953  | +0:03.354 |
| 6   | 49 | Daniele Bricca          | Italië              | Honda        | 2:01.344  | +0:03.745 |
| 7   | 67 | Rui Gonçalves           | Portugal            | Yamaha       | 2:01.369  | +0:03.770 |
| 8   | 55 | Maximilian Nagl         | Duitsland           | KTM          | 2:02.621  | +0:05.022 |
| 9   | 13 | Billy Mackenzie         | Verenigd Koninkrijk | Yamaha       | 2:03.130  | +0:05.531 |
| 10  | 76 | Jean Sebastien Roy      | Canada              | Honda        | 2:03.189  | +0:05.590 |
| 11  | 37 | Joakim Eliasson         | Zweden              | Honda        | 2:03.235  | +0:05.636 |
| 12  | 19 | Gordon Crockard         | Ierland             | Honda        | 2:03.352  | +0:05.753 |
| 13  | 1  | Stefan Everts           | België              | Yamaha       | 2:03.788  | +0:06.189 |
| 14  | 25 | Antoine Méo             | Frankrijk           | Kawasaki     | 2:04.179  | +0:06.580 |
| 15  | 16 | Takese Tanaka           | Japan               | Kawasaki     | 2:05.697  | +0:08.098 |
| 16  | 40 | Lee Ellis               | Australië           | Honda        | ?         | ?         |
| 17  | 61 | Vitaly Tonkov           | Rusland             | Yamaha       | 2:06.307  | +0:08.708 |
| 18  | 52 | Martins Aleksandrovics  | Letland             | Honda        | 2:06.743  | +0:09.144 |
| 19  | 28 | Martin Zerava           | Tsjechië            | KTM          | 2:07.573  | +0:09.974 |
| 20  | 43 | Ronny Bakke             | Noorwegen           | Honda        | 2:07.874  | +0:10.275 |
| 21  | 70 | Carlos Campano          | Spanje              | Yamaha       | 2:08.191  | +0:10.592 |
| 22  | 34 | Tonni Andersen          | Denemarken          | Suzuki       | 2:08.349  | +0:10.750 |
| 23  | 82 | Gerardo Gándara         | Guatemala           | KTM          | 2:08.547  | +0:10.948 |
| 24  | 73 | Michael Stauffer        | Oostenrijk          | Yamaha       | 2:09.647  | +0:12.048 |
| 25  | 79 | Goran Goricki           | Kroatië             | Yamaha       | 2:13.157  | +0:15.558 |
| 26  | 46 | Jaka Moze               | Slovenië            | Honda        | 2:19.908  | +0:22.309 |
| 27  | 91 | Jean-Marie Thiltgen     | Luxemburg           | KTM          | 2:25.134  | +0:27.535 |

### Vrije Training MX2
| Pos | Nr | Piloot             | Land                | Constructeur | Rondetijd | Verschil  |
| --- | -- | ------------------ | ------------------- | ------------ | --------- | --------- |
| 1   | 23 | Aigar Leok         | Estland             | KTM          | 2:03.408  |           |
| 2   | 59 | Erik Eggens        | Nederland           | KTM          | 2:03.782  | +0:00.374 |
| 3   | 32 | Tyla Rattray       | Zuid-Afrika         | KTM          | 2:04.477  | +0:01.069 |
| 4   | 2  | Steve Ramon        | België              | KTM          | 2:05.023  | +0:01.615 |
| 5   | 14 | Stephen Sword      | Verenigd Koninkrijk | Kawasaki     | 2:05.300  | +0:01.892 |
| 6   | 11 | Ben Townley        | Nieuw-Zeeland       | KTM          | 2:05.498  | +0:02.090 |
| 7   | 8  | Matti Seistola     | Finland             | Honda        | 2:06.165  | +0:02.757 |
| 8   | 71 | Jonathan Barragán  | Spanje              | KTM          | 2:07.364  | +0:03.956 |
| 9   | 26 | Sébastien Pourcel  | Frankrijk           | Kawasaki     | 2:07.523  | +0:04.115 |
| 10  | 50 | Antonio Cairoli    | Italië              | Yamaha       | 2:07.907  | +0:04.499 |
| 11  | 77 | Dusty Klatt        | Canada              | Honda        | 2:08.579  | +0:05.171 |
| 12  | 56 | Marcus Schiffer    | Duitsland           | Yamaha       | 2:09.631  | +0:06.223 |
| 13  | 38 | Johan Carlsson     | Zweden              | Yamaha       | 2:09.647  | +0:06.239 |
| 14  | 44 | Fredrik Aulisether | Noorwegen           | Honda        | 2:10.259  | +0:06.851 |
| 15  | 17 | Akira Narita       | Japan               | Honda        | 2:10.373  | +0:06.965 |
| 16  | 68 | Luís Correia       | Portugal            | KTM          | 2:11.038  | +0:07.630 |
| 17  | 29 | Jan Zaremba        | Tsjechië            | Suzuki       | 2:11.484  | +0:08.076 |
| 18  | 74 | Markus Mauser      | Oostenrijk          | KTM          | 2:12.798  | +0:09.390 |
| 19  | 41 | Paul Broomfield    | Australië           | Yamaha       | ?         | ?         |
| 20  | 35 | Klaus Nielsen      | Denemarken          | Suzuki       | 2:14.533  | +0:11.125 |
| 21  | 53 | Philips Kempelis   | Letland             | Honda        | 2:14.775  | +0:11.367 |
| 22  | 47 | Matevz Irt         | Slovenië            | Yamaha       | 2:14.983  | +0:11.575 |
| 23  | 20 | Tommy Merton       | Ierland             | Suzuki       | 2:15.399  | +0:11.991 |
| 24  | 62 | Alexander Ivanutin | Rusland             | Yamaha       | 2:16.712  | +0:13.304 |
| 25  | 83 | Antonio Medrano    | Guatemala           | KTM          | 2:17.950  | +0:14.542 |
| 26  | 80 | Marko Leljak       | Kroatië             | KTM          | 2:18.405  | +0:14.997 |
| 27  | 92 | Björn Frank        | Luxemburg           | Honda        | 2:43.117  | +0:39.709 |

### Vrije Training Open
| Pos | Nr | Piloot           | Land                | Constructeur | Rondetijd | Verschil  |
| --- | -- | ---------------- | ------------------- | ------------ | --------- | --------- |
| 1   | 27 | Mickaël Pichon   | Frankrijk           | Honda        | 2:01.659  |           |
| 2   | 3  | Kevin Strijbos   | België              | Suzuki       | 2:02.177  | +0:00.518 |
| 3   | 15 | Paul Cooper      | Verenigd Koninkrijk | Honda        | 2:05.241  | +0:03.582 |
| 4   | 60 | Bas Verhoeven    | Nederland           | Honda        | 2:05.292  | +0:03.633 |
| 5   | 18 | Yoshitaka Atsuta | Japan               | Honda        | 2:06.066  | +0:04.407 |
| 6   | 69 | Hugo Santos      | Portugal            | Honda        | 2:07.380  | +0:05.721 |

## Uitslag Kwalificaties

### Kwalificatiereeks MX1
| Pos | Nr | Piloot                  | Land          | Constructeur |
| --- | -- | ----------------------- | ------------- | ------------ |
| 1   | 1  | Stefan Everts           | België        | Yamaha       |
| 2   | 58 | Marc de Reuver          | Nederland     | KTM          |
| 3   | 10 | Joshua Coppins          | Nieuw-Zeeland | Honda        |
| 4   | 19 | Gordon Crockard         | Ierland       | Honda        |
| 5   | 31 | Gareth Swanepoel        | Zuid-Afrika   | KTM          |
| 6   | 67 | Rui Gonçalves           | Portugal      | Yamaha       |
| 7   | 55 | Maximilian Nagl         | Duitsland     | KTM          |
| 8   | 7  | Jussi-Pekka Vehviläinen | Finland       | Honda        |
| 9   | 25 | Antoine Méo             | Frankrijk     | Kawasaki     |
| 10  | 22 | Tanel Leok              | Estland       | Suzuki       |

### Kwalificatiereeks MX2
| 1  | Erik Eggens       | Nederland           |
| 2  | Steve Ramon       | België              |
| 3  | Tyla Rattray      | Zuid-Afrika         |
| 4  | Jonathan Barragán | Spanje              |
| 5  | Antonio Cairoli   | Italië              |
| 6  | Stephen Sword     | Verenigd Koninkrijk |
| 7  | Ben Townley       | Nieuw-Zeeland       |
| 8  | Matti Seistola    | Finland             |
| 9  | Sébastien Pourcel | Frankrijk           |
| 10 | Aigar Leok        | Estland             |

### Kwalificatiereeks Open
| 1  | Mickaël Pichon   | Frankrijk           |
| 2  | Kevin Strijbos   | België              |
| 3  | Antti Pyrhönen   | Finland             |
| 4  | Yoshitaka Atsuta | Japan               |
| 5  | Juss Laansoo     | Estland             |
| 6  | Bas Verhoeven    | Nederland           |
| 7  | Daryl Hurley     | Nieuw-Zeeland       |
| 8  | Blair Morgan     | Canada              |
| 9  | Paul Cooper      | Verenigd Koninkrijk |
| 10 | Michal Kadleček  | Tsjechië            |

## Uitslag Reeksen

### Eerste Reeks (MX1 + MX2)
| 1  | Stefan Everts           | België        |
| 2  | Marc de Reuver          | Nederland     |
| 3  | Joshua Coppins          | Nieuw-Zeeland |
| 4  | Jüssi-Pekka Vehvilaïnen | Finland       |
| 5  | Tanel Leok              | Estland       |
| 6  | Ben Townley             | Nieuw-Zeeland |
| 7  | Tyla Rattray            | Zuid-Afrika   |
| 8  | Gordon Crockard         | Ierland       |
| 9  | Antoine Méo             | Frankrijk     |
| 10 | Gareth Swanepoel        | Zuid-Afrika   |
| 11 | Erik Eggens             | Nederland     |
| 12 | Jonathan Barragán       | Spanje        |
| 13 | Steve Ramon             | België        |

### Tweede reeks (MX2 + Open)
| 1  | Mickaël Pichon   | Frankrijk   |
| 2  | Kevin Strijbos   | België      |
| 3  | Juss Laansoo     | Estland     |
| 4  | Tyla Rattray     | Zuid-Afrika |
| 5  | Antti Pyrhönen   | Finland     |
| 6  | Morgan Blair     | Canada      |
| 7  | Steve Ramon      | België      |
| 8  | Bas Verhoeven    | Nederland   |
| 9  | Erik Eggens      | Nederland   |
| 10 | Yoshitaka Atsuta | Japan       |

### Derde Reeks  (MX1 + Open)
| 1  | Stefan Everts           | België              |
| 2  | Marc de Reuver          | Nederland           |
| 3  | Mickaël Pichon          | Frankrijk           |
| 4  | Gareth Swanepoel        | Zuid-Afrika         |
| 5  | Tanel Leok              | Estland             |
| 6  | Kevin Strijbos          | België              |
| 7  | Rui Gonçalves           | Portugal            |
| 8  | Jüssi-Pekka Vehvilaïnen | Finland             |
| 9  | Antti Pyrhönen          | Finland             |
| 10 | Billy Mackenzie         | Verenigd Koninkrijk |
| 11 | Gordon Crockard         | Ierland             |
| 12 | Paul Cooper             | Verenigd Koninkrijk |
| 13 | Jean Sebastien Roy      | Canada              |
| 14 | Antoine Méo             | Frankrijk           |
| 15 | Bas Verhoeven           | Nederland           |

### Eindstand
| 1  | België              | 17 (1+1+2+6+7)      |
| 2  | Nederland           | 32 (2+2+8+9+11)     |
| 3  | Frankrijk           | 41 (1+3+9+14+14)    |
| 4  | Estland             | 41 (3+5+5+12+16)    |
| 5  | Zuid-Afrika         | 41 (4+4+7+10+16)    |
| 6  | Finland             | 46 (4+5+8+9+20)     |
| 7  | Nieuw-Zeeland       | 76 (3+6+15+17+35)   |
| 8  | Canada              | 79 (6+13+16+21+23)  |
| 9  | Verenigd Koninkrijk | 86 (10+11+12+15+38) |
| 10 | Portugal            | 90 (7+14+22+23+24)  |